# Ibraguim Ibraguímov
Ibraguim Sharaputtinovich Ibraguímov (en ruso: Ибрагим Шарапуттинович Ибрагимов; 4 de enero de 2001) es un deportista ruso que compite en lucha libre. Ganó una medalla de oro en el Campeonato Europeo de Lucha de 2025, en la categoría de 65 kg.

## Palmarés internacional
| Campeonato Europeo | Campeonato Europeo      | Campeonato Europeo | Campeonato Europeo |
| Año                | Lugar                   | Medalla            | Categoría          |
| ------------------ | ----------------------- | ------------------ | ------------------ |
| 2025               | Bratislava (Eslovaquia) | Medalla de oro     | 65 kg              |